# جائزة ألمانيا الكبرى للدراجات النارية 1989
جائزة ألمانيا الكبرى للدراجات النارية 1989 هو سباق دراجات نارية أقيم بتاريخ 28 مايو 1989 في حلبة هوكنهايم. كان الجولة السادسة من أصل 15 في سباق الجائزة الكبرى للدراجات النارية موسم 1989. فاز الأمريكي وين ريني بفئة 500 سي سي بينما جاء الأمريكي إدي لوسون في المركز الثاني وحصل على المركز الثالث الأسترالي ميك دوهان.

## وصلات خارجية
- الموقع الرسمي